# Kyra Scheggetmann
Kyra Scheggetmann (31 januari 1995) is een Nederlands voetbalster die vijf seizoenen uitkwam voor PEC Zwolle. Ze speelde als verdediger.

## Carrièrestatistieken
| Seizoen         | Club            | Land            | Competitie            | Competitie | Competitie | Beker | Beker | Internationaal | Internationaal | Overig | Overig | Totaal | Totaal |
| Seizoen         | Club            | Land            | Competitie            | Wed.       | Dlp.       | Wed.  | Dlp.  | Wed.           | Dlp.           | Wed.   | Dlp.   | Wed.   | Dlp.   |
| --------------- | --------------- | --------------- | --------------------- | ---------- | ---------- | ----- | ----- | -------------- | -------------- | ------ | ------ | ------ | ------ |
| 2012/13         | PEC Zwolle      | Nederland       | BeNe League Orange    | 0          | 0          | 0     | 0     | –              | –              | –      | –      | 0      | 0      |
| 2012/13         | PEC Zwolle      | Nederland       | Women's BeNe League B | 6          | 0          | 1     | 0     | –              | –              | –      | –      | 7      | 0      |
| 2013/14         | PEC Zwolle      | Nederland       | Women's BeNe League   | 26         | 0          | 2     | 0     | –              | –              | –      | –      | 28     | 0      |
| 2014/15         | PEC Zwolle      | Nederland       | Women's BeNe League   | 15         | 0          | 1*    | 0     | –              | –              | –      | –      | 16     | 0      |
| 2015/16         | PEC Zwolle      | Nederland       | Eredivisie            | 11         | 0          | 1     | 0     | –              | –              | –      | –      | 12     | 0      |
| 2016/17         | PEC Zwolle      | Nederland       | Eredivisie            | 20         | 0          | 1     | 0     | –              | –              | –      | –      | 21     | 0      |
| Carrière totaal | Carrière totaal | Carrière totaal | Carrière totaal       | 78         | 0          | 6     | 0     | 0              | 0              | 0      | 0      | 84     | 0      |

## Interlandcarrière

### Nederland onder 19
Op 9 februari 2014 debuteerde Scheggetmann voor het Nederland –19 in een vriendschappelijke wedstrijd tegen België –19 (3 – 0 winst).
| Interlands van Kyra Scheggetmann | Interlands van Kyra Scheggetmann | Interlands van Kyra Scheggetmann | Interlands van Kyra Scheggetmann | Interlands van Kyra Scheggetmann | Interlands van Kyra Scheggetmann |
| №                                | Datum                            | Wedstrijd                        | Uitslag                          | Soort Wedstrijd                  | Doelpunten                       |
| Als speler bij PEC Zwolle        | Als speler bij PEC Zwolle        | Als speler bij PEC Zwolle        | Als speler bij PEC Zwolle        | Als speler bij PEC Zwolle        | Als speler bij PEC Zwolle        |
| -------------------------------- | -------------------------------- | -------------------------------- | -------------------------------- | -------------------------------- | -------------------------------- |
| 1.                               | 9 februari 2014                  | België -19 – Nederland           | 0 – 3                            | Vriendschappelijk                | 0                                |
| 2.                               | 8 maart 2014                     | Schotland – Nederland            | 2 – 2                            | Vriendschappelijk                | 0                                |
| 3.                               | 10 maart 2014                    | Nederland – Italië               | 1 – 1                            | Vriendschappelijk                | 0                                |
| 4.                               | 12 maart 2014                    | Noorwegen – Nederland            | 1 – 2                            | Vriendschappelijk                | 0                                |